# Antonio Pigafetta
Antonio Pigafetta (1491 - 1534) a fost un cărturar și navigator din Republica Veneției. L-a însoțit pe exploratorul portughez Fernando Magellan în călătoria acestuia către Indii. În timpul expediției a devenit asistentul lui Magellan și a ținut un jurnal de călătorie detaliat care l-a ajutat mai apoi să traducă din una dintre limbile vorbite în Filipine, Cebuano. Însemnările sale constituie primul document despre această limbă.
Din cei aproximativ 240 de oameni care au pornit în călătorie cu Magellan în 1519, doar 18 s-au întors în Spania în 1522, Pigafetta numărându-se printre aceștia. Astfel, Pigafetta a fost printre primii oameni care au făcut înconjurul Pământului. Majoritatea datelor pe care le avem despre călătoria lui Magellan și a căpitanului Juan Sebastián Elcano provin din însemnările lui Pigafetta.
1. ↑  Autoritatea BnF, accesat în 10 octombrie 2015